# PubGene
PubGene AS est une entreprise norvégienne, filiale de PubGene Inc. 
En 2001, les fondateurs de PubGene ont démontré l'une des premières applications du text mining pour la recherche en biomédecine.
Ils créèrent le moteur de recherche gratuit Pubgene, mettant en exemple l'approche pionnière présentant des termes biomédicaux sous forme de réseaux graphiques basés sur la concurrence des termes dans les articles de MEDLINE. Ainsi, cette cartographie sémantique offre une vue d'ensemble des relations possibles entre les termes et facilite la recherche d'information médicale via les articles pertinents impliqués dans leurs connexions. 
Des applications commerciales de cette technologie sont disponibles. 
Les technologies développées par PubGene furent initialement développées en collaboration avec l'Hôpital Norvégien du cancer (Radiumhospitalet) et l'Université des Sciences et Technologies de Norvège (Norwegian University of Science and Technology). Elles sont encouragées par le Research Council of Norway, et la commercialisation est assistée par Innovation Norway.